# Louisa Bassano
Louisa Bassano (* 19. Februar 1818; † 20. August 1908 in London) war eine britische Opernsängerin (Mezzosopran).

## Leben
Louisa Bassano war die zweite Tochter von Clemente Bassano und die ältere Schwester des bekannten Fotografen Alexander Bassano (1829–1913). Zusammen mit dem ungarischen Komponisten und Pianisten Franz Liszt tourte sie zwischen 1840 und 1841 auf den Britischen Inseln umher. Am 26. August 1846 sang Miss Bassano in Birmingham in der Uraufführung von Felix Mendelssohn Bartholdys Elias und bei einem der Konzerte waren Königin Victoria und ihr Prinzgemahl Albert anwesend, die Mendelssohn und Bassano eine Audienz gewährten.
Im Jahre 1849 heiratete Louisa Bassano den Pianisten Frederick George Boddy († 1853). Später lehrte Madame Bassano Gesang an der Royal Academy of Music in London, wo sie auch zum Mitglied gewählt wurde.